# توم ستيوارت
توم ستيوارت (بالإنجليزية: Tom Stuart)‏ (25 أكتوبر 1893 بليفربول في المملكة المتحدة - 10 فبراير 1957 في المملكة المتحدة) هو  كرة قدم بريطاني (وحمل سابقاً جنسية المملكة المتحدة لبريطانيا العظمى وأيرلندا) في مركز الظهير. لعب مع نادي ترانمير روفرز لكرة القدم. 